# Molham Babouli
Molham Babouli (al-'Ayn, 2 gennaio 1993) è un calciatore siriano con cittadinanza canadese, attaccante del Forge.

## Carriera

### Club
Cresciuto nel settore giovanile del Toronto FC, ha esordito in prima squadra il 21 marzo 2016 disputando l'incontro di MLS perso 1-0 contro lo Sporting K.C.

### Nazionale
Tra il 2015 ed il 2016 ha giocato 6 partite con la nazionale canadese Under-23, segnando anche due gol. Nel 2022 ha esordito con la nazionale siriana.

## Statistiche

### Presenze e reti nei club
Statistiche aggiornate al 20 dicembre 2021.
| Stagione             | Squadra              | Campionato           | Campionato | Campionato | Coppe nazionali | Coppe nazionali | Coppe nazionali | Coppe continentali | Coppe continentali | Coppe continentali | Altre coppe | Altre coppe | Altre coppe | Totale | Totale |
| Stagione             | Squadra              | Comp                 | Pres       | Reti       | Comp            | Pres            | Reti            | Comp               | Pres               | Reti               | Comp        | Pres        | Reti        | Pres   | Reti   |
| -------------------- | -------------------- | -------------------- | ---------- | ---------- | --------------- | --------------- | --------------- | ------------------ | ------------------ | ------------------ | ----------- | ----------- | ----------- | ------ | ------ |
| 2015                 | Toronto FC II        | USL                  | 20         | 4          |                 | -               | -               |                    | -                  | -                  |             | -           | -           | 20     | 4      |
| 2016                 | Toronto FC II        | USL                  | 6          | 0          |                 | -               | -               |                    | -                  | -                  |             | -           | -           | 6      | 0      |
| Totale Toronto FC II | Totale Toronto FC II | Totale Toronto FC II | 26         | 4          |                 | -               | -               |                    | -                  | -                  |             | -           | -           | 26     | 4      |
| 2016                 | Toronto FC           | MLS                  | 16         | 0          | CC              | 4               | 0               |                    | -                  | -                  |             | -           | -           | 20     | 0      |
| 2017-2018            | Al-Ittihad Aleppo    | PL                   | 6+         | 7+         |                 | -               | -               |                    | -                  | -                  |             | -           | -           | 6+     | 7+     |
| 2020                 | Forge                | CPL                  | 10         | 1          |                 | -               | -               | CL                 | 4                  | 1                  |             | -           | -           | 14     | 2      |
| 2021                 | Forge                | CPL                  | 22         | 7          | CC              | 1               | 0               | CL                 | 6                  | 3                  |             | -           | -           | 29     | 10     |
| Totale Forge         | Totale Forge         | Totale Forge         | 32         | 8          |                 | 1               | 0               |                    | 10                 | 4                  |             | -           | -           | 43     | 12     |
| Totale carriera      | Totale carriera      | Totale carriera      | 74+        | 19+        |                 | 5               | 0               |                    | 10                 | 4                  |             | -           | -           | 89+    | 23+    |

## Palmarès

### Club

#### Competizioni nazionali
- Canadian Championship: 1

Toronto FC: 2016
- Canadian Premier League: 1

Forge: 2020